# Football League Third Division North
De Football League Third Division North was een Engelse voetbalcompetitie die bestond van 1921 tot 1958. 
Een jaar eerder werd de Football League Third Division opgericht met allemaal clubs uit de Southern League. Omdat er zoveel clubs uit het zuiden waren, werd besloten om ook een noordelijke divisie op te richten. Maar in het noorden was er geen equivalent voor de Southern League en er konden maar 20 clubs gevonden worden uit enkele regionale Leagues (Midland League, Central League, North Eastern League, Lancashire Combination en Birminghamshire Combination. In 1923 werden er nog enkele teams bijgevoegd die het totaal op 22 zetten. 
Enkel de kampioen kon promoveren dus was het vrij moeilijk om te promoveren, acht clubs speelden elk seizoen in de klasse zonder te promoveren. In 1958 fusioneerde de competitie met de Third Divison South en werd zo opnieuw de Third Division. 

## Kampioenen
| Seizoen | Kampioen                   |
| ------- | -------------------------- |
| 1921/22 | Stockport County           |
| 1922/23 | Nelson                     |
| 1923/24 | Wolverhampton Wanderers    |
| 1924/25 | Darlington                 |
| 1925/26 | Grimsby Town               |
| 1926/27 | Stoke City                 |
| 1927/28 | Bradford (Park Avenue)     |
| 1928/29 | Bradford City              |
| 1929/30 | Port Vale                  |
| 1930/31 | Chesterfield               |
| 1931/32 | Lincoln City               |
| 1932/33 | Hull City                  |
| 1933/34 | Barnsley                   |
| 1934/35 | Doncaster Rovers           |
| 1935/36 | Chesterfield               |
| 1936/37 | Stockport County           |
| 1937/38 | Tranmere Rovers            |
| 1938/39 | Barnsley                   |
| 1939/40 | League stopgezet door WOII |
| 1940/46 | League stilgelegd WOII     |
| 1946/47 | Doncaster Rovers           |
| 1947/48 | Lincoln City               |
| 1948/49 | Hull City                  |
| 1949/50 | Doncaster Rovers           |
| 1950/51 | Rotherham United           |
| 1951/52 | Oldham Athletic            |
| 1952/53 | Lincoln City               |
| 1953/54 | Port Vale                  |
| 1954/55 | Barnsley                   |
| 1955/56 | Grimsby Town               |
| 1956/57 | Derby County               |
| 1957/58 | Scunthorpe United          |